# Carota di polline

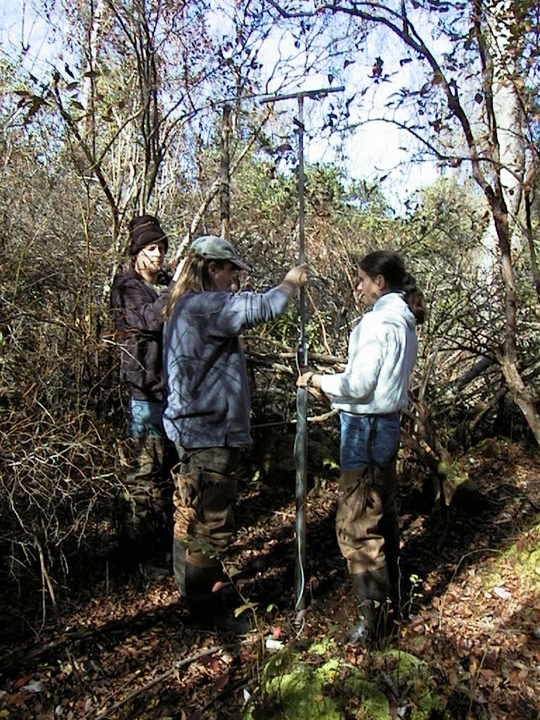
Carote di polline prelevate a Fort Bragg, North Carolina.

Una carota di polline è un carotaggio di un mezzo contenente una sequenza stratigrafica di polline.  L'analisi del tipo e la frequenza del polline in ogni strato viene usata per studiare i cambiamenti nel clima o l'uso della terra, utilizzando la vegetazione regionale come un proxy (procuratore).  Questa analisi palinologica è poi confrontabile e integrabile con omologhi dati, stratigrafici e non.

## Metodi
Le carote sono prelevate dai depositi dove il polline è probabile sia rimasto intrappolato.  Le carote sono generalmente ottenute da sedimenti lacustri, da torbiere e paludi, sebbene possano essere ottenute anche da sedimenti del suolo.  La degradazione dello strato esterno (exine) del polline e la bioturbazione possono ridurre la qualità dei grani di polline e la stratigrafia della carota, perciò i ricercatori frequentemente selezionano le località dove i sedimenti sono sotto condizioni anaerobiche.
Le carote sono allora soggette all'analisi del polline da parte dei palinologi, i quali sono capaci di dedurre le proporzioni dei tipi di pianta maggiori tramite le concentrazioni di diversi tipi di polline trovati nelle carote.

### Equipaggiamento per il carotaggio
Ci sono un numero di strumenti usati per il carotaggio, spesso con usi specializzati:

#### Campioni di carote
- Carotatore Glew: un carotatore di gravità usato per i sedimenti della superficie del lago per catturare l'interfaccia acqua-sedimento.  Simile alla sonda campionatrice Kajak-Brinkhurst.
- Carotatore Brown
- Dito ghiacciato (Frozen Finger): un tubo viene posto dentro il sedimento e dunque riempito con azoto liquido che causa il raffreddamento del sedimento intorno al tubo, preservandone ottimamente la struttura.
- Carotatore a pistone Livingston: un lungo tubo metallico con un pistone posto alla bassa estremità.  Quando il tubo della carota si trova alla profondità desiderata, il pistone viene rilasciato e il tubo può essere spinto giù nel sedimento.  Generalmente viene usato per sedimenti lacustri.
- Russo: un carotatore a camera usato per campionare le torbe.

#### Campionatore a benna (grab)
- Campionatore a benna Ekman (Ekman Grab Sampler)
- Benna Petersen Grab (Petersen Grab)
- Benna Ponar (Ponar Grab)